# Manfred Preuss
Manfred Preuss (* 30. Oktober 1951 in München) ist ein deutscher Politiker (CDU).

## Leben
Preuss machte 1971 das Abitur und studierte an der Freien Universität Berlin Jura, schloss das Studium aber nicht ab. 1976 gründete er eine GmbH zur „Beratung, Planung und Verwaltung von Einrichtungen der Alten- und Krankenpflege“.
1973 trat Preuss der CDU bei. Bei der Berliner Wahl 1979 rückte er im Abgeordnetenhaus von Berlin nach, da Wolfgang Hackel als Bezirksstadtrat im Bezirk Neukölln gewählt wurde. Bei der Wahl 1990 konnte Preuss das Direktmandat für den Wahlkreis Neukölln 6 gewinnen. Im Mai 1994 schied er aber aus dem Parlament aus, sein Nachrücker wurde daraufhin Alexander Kaczmarek.
Nach seiner Politikerkarriere gründete Preuss die Firma Kleeblatt Finanz- und Beteiligungs-Holding GmbH, die sich auf die Errichtung, Ausstattung und den Betrieb von Sozialbauten (vor allem Altenwohn- und Pflegeheime sowie einige Kliniken) und auf den Handel mit Baustoffen spezialisiert hatte. Diese Firma ging jedoch in Konkurs.
In Südafrika hat Herr Preuss nach der Politik-Karriere und dem Betrieb verschiedener Unternehmen eine neue Schaffensperiode als Maler begonnen. Er stellte ab etwa dem Jahr 2000 seine abstrakten Bilder (Acryl auf Jute, Wachsstift auf Papier, Mischtechnik auf Leinwand) auch in Berlin aus. Der Künstler hat sich aus der Politik ganz zurückgezogen und seinen Wohnsitz in die Schweiz verlegt.
Heute ist Preuss beratend tätig und hat verschiedene Auftraggeber mit seiner Schweizer Firma Global Concept Consult, die er seit über 15 Jahren betreibt.